# Coronanthera pancheri
Coronanthera pancheri är en tvåhjärtbladig växtart som beskrevs av Charles Baron Clarke. Coronanthera pancheri ingår i släktet Coronanthera och familjen Gesneriaceae. Inga underarter finns listade i Catalogue of Life.